# Lampada a filamenti LED

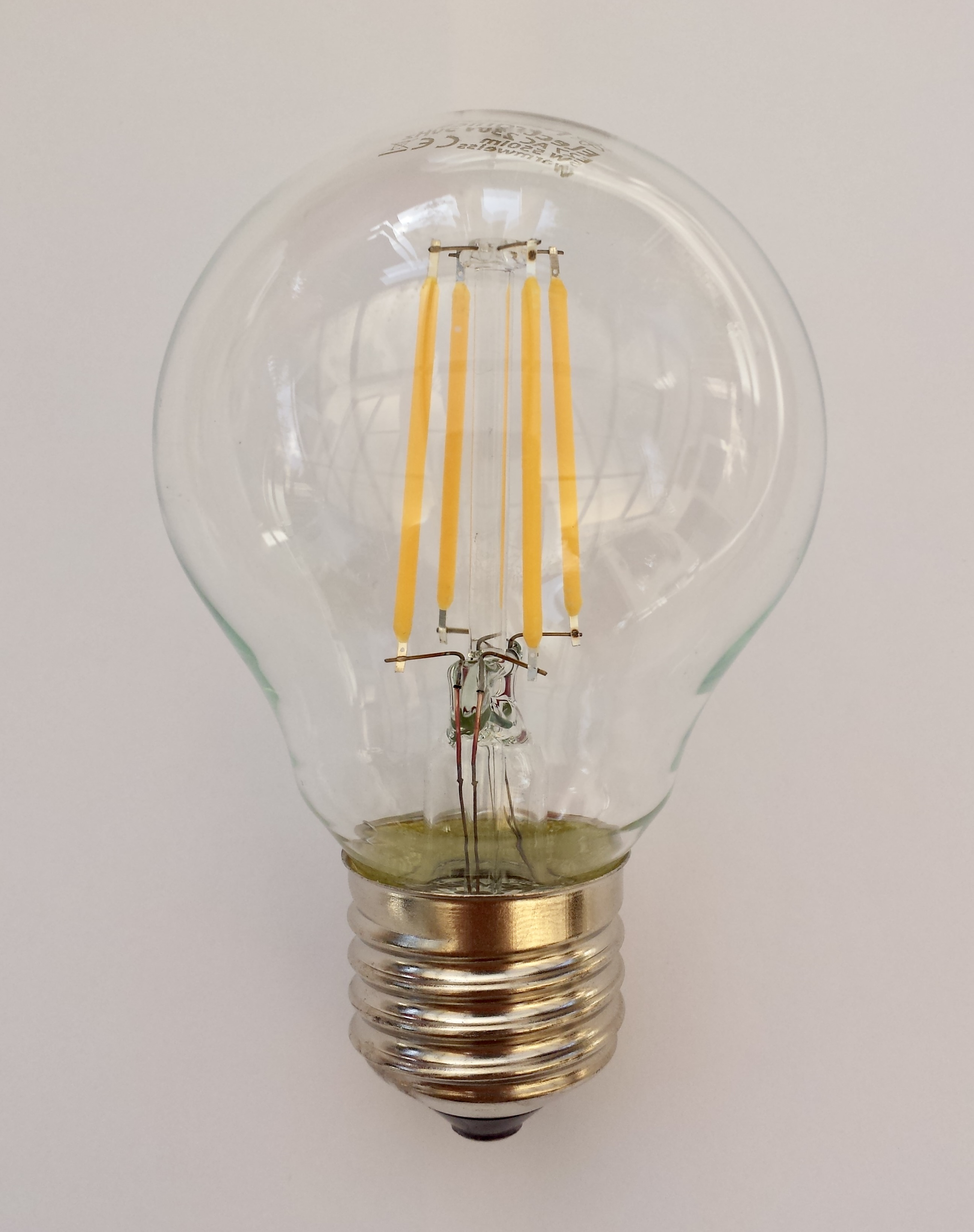
Una lampada a filamenti LED da 5 W 550 lm con viròla E27. Sono visibili i quattro filamenti LED, mentre l'elettronica è contenuta nella vite metallica.

La lampada a filamenti LED è una particolare tipologia di lampada a LED esteticamente simile alle classiche lampade a incandescenza. Questa tecnologia è stata brevettata nel 2008.

## Descrizione

### Struttura
All'interno del bulbo di vetro sono disposti due o più filamenti led, posti in verticale attorno ad un supporto di vetro. I fili di alimentazione passano attraverso il supporto e raggiungono la viròla, all'interno della quale è posta l'elettronica di alimentazione. Quest'ultima permette di utilizzare queste lampade con la comune rete 230 V alternata a 50 Hz, rendendole perfettamente sostituibili alle tradizionali lampade a incandescenza, come anche alle fluorescenti compatte. Diversamente dalle comuni lampade a LED, queste non necessitano di un dissipatore termico, poiché il bulbo in vetro contiene un gas inerte termoconduttore (solitamente una miscela a base di elio), che provvede alla distribuzione del calore sull'intera superficie della lampada. Quest'ultima generalmente non supera i 65 °C anche dopo ore di utilizzo, contro i 2400 °C raggiunti dai filamenti di tungsteno delle lampade a incandescenza. Tuttavia alcuni produttori integrano, esclusivamente ai modelli da 8 W, un dissipatore ceramico. Il gas contenuto inoltre evita l'appannamento del bulbo, e garantisce la trasparenza del vetro per tutta la durata della lampada stessa.

### Filamenti LED
Sono costituiti da una barretta di vetro o di zaffiro dello spessore di circa 0,5 mm, larga 1 mm e lunga 30 mm, sulla quale sono disposti in serie un certo numero di micro LED blu e rossi. Questa tecnica detta Chip-On-Glass (COG) permette alla luce emessa dai LED di diffondersi uniformemente e senza interferenze su tutta la struttura, la quale è poi rivestita da una resina fluorescente giallo chiara/arancione che conferisce la giusta colorazione alla luce emessa. All'accensione il filamento LED appare come un sottile filo incandescente, e la luce emessa viene irradiata uniformemente in ogni direzione.
L'elevato numero di LED (tipicamente 28 per filamento) semplifica l'alimentazione rispetto ad altre lampade a LED, poiché la tensione per LED blu è compresa tra 2,48 e 3,7 volt. Alcuni tipi possono inoltre utilizzare LED rossi (da 1,63 V a 2,03 V). Due filamenti con una miscela di rosso e blu sono quindi vicini a 110 V e quattro sono vicini a 220–240 V, rispetto alla riduzione della tensione di rete tra 3 V e 12 V necessaria per altre lampade a LED.
I filamenti LED più comuni hanno una potenza di 0,9/1,0 W ed emettono circa 85/100 lumen, ma ci sono produttori che tramite accorgimenti sull'elettronica e nella miscela di gas termoconduttori, dichiarano rendimenti superiori ai 165 lumen/Watt.
Mediante questa tecnologia è possibile sostituire le ormai obsolete lampade a filamento da 25 W, 40 W, 60 W, 75 W e 100 W mantenendo un'ottima resa cromatica e pressoché la medesima temperatura di colore (2700K), con un risparmio di circa il 90% sui consumi. Inoltre non contengono sostanze tossiche (es. vapori di mercurio), consentono un'illuminazione a 360 gradi, e i produttori garantiscono una durata intorno alle 15 000 ore, di gran lunga superiore a quella delle lampade alogene e delle fluorescenti compatte (~10.000h).